# Discos Intolerancia
Discos Intolerancia es un sello discográfico mexicano. Fue formado por músicos mexicanos con experiencia en el rock y en el jazz y tiene como fin dar cabida a artistas y bandas independientes, es decir, que no están firmados por los sellos mundiales y populares. Su distribución alcanza su país y América Latina.

## Historia
Discos Intolerancia fue fundada en 1996 por Gerardo ''Gerry'' Rosado, músico y productor integrante de Consumatum est. Tuvo como motivación la grabación de artistas de distintos géneros afines al rock, al jazz y a la improvisación y las expresiones en torno a estos géneros, que no tienen cabida en grandes disqueras comerciales y que por ello ven limitada su expresión creativa. La primera grabación del sello fue Merlina de La Gusana Ciega. La primera artista en lograr un disco de oro en ventas para Intolerancia fue Carla Morrison con Déjenme llorar. En sus inicios la distribución de Intolerancia fue con Opción Sónica, y a partir de 2006 una alianza para ampliar el alcance de los discos en América Latina.
Además de la labor propia de una disquera, Intolerancia realiza actividades en apoyo a las y los músicos que representa, como participar en los festivales SXSW Glastonbury, Rock Al Parque, Corona Capital y Vive Latino, en este último colaboran para presentar un programa artístico en la denominada Carpa Intolerante; también colaboran con la estación de radio Ibero 90.9 con sesiones para el programa Clickaporte.
El investigador Néstor García Canclini llamó a la disquera una trendsetter en su país, y la prensa especializada ha hablado de Intolerancia como una disquera "referente en la vanguardia musical".

## Artistas y bandas del sello
Algunos de los artistas y bandas grabadas por el sello son:
- Alejandro Otaola
- Alonso Arreola
- Carla Morrison
- Dapuntobeat
- Descartes a Kant
- El Azote
- El Clan
- Fratta
- Hueco
- Juan Cirerol
- Juan Pablo Villa
- Kill Aniston
- La Lupita
- Los Dorados
- Los Esquizitos
- San Pascualito Rey
- Salev Setra
- Salón Victoria
- Santa Sabina
- Sonex
- The Dragulas
- Telefunka
- Troker
- URSS Bajo el Árbol
- Vicente Gayo
- Yokozuna
- Cristian De La Luna (Colombia-Canadá)
- Nunca jamás
- Radaid
- Los Frankys
- Agora
- S7N
- Rebel cats
- Comisario pantera
- La Sucursal De La Cumbia
- qbo
- Jessy Bulbo
- Polka Madre
- Galo Contreras
- Jaramar
- Klezmerson
- Guillotina (banda)
- Motor
- Los Músicos De José
- Strike Master
- Los Desenchufados
- Capo
- Driven
- Los Fascinantes
- Tino El Pingüino
- Candy (banda mexicana)
- El Cuervo De Poe
- Frontline Guerrilla Sonora
- Andrés Cantisani
- Sr mandril

Algunas de los artistas y bandas que el sello distribuye o distribuyó en México y que son de otros países de Latinoamérica son:
- Ana Tijoux (Francia)
- Doctor Krápula (Colombia)
- Gepe (Chile)
- Mamá Vudú (Ecuador)
- Manuel García (Chile)
- Max Capote (Uruguay)
- Odio a Botero (Colombia)
- Paté de Fuá (Argentina, Israel)
- Pedropiedra (Chile)
- Los Mentas (Venezuela)
- Desorden Público (Venezuela)
- Cristian De La Luna (Colombia-Canadá)
- 31 Minutos (Chile)
- Desorden Público (Venezuela)
- Javier Corcobado (España-Alemania)
- Ondatrópica (Colombia)
- Él Mató a un Policía Motorizado (Argentina)
- Alika (Uruguay)

## Premios y reconocimientos
- Indie-O Music Awards 2010 por Disquera Independiente o Netlabel